# Петровский сельский округ (Клинский район)
Петровский сельский округ — упразднённая административно-территориальная единица, существовавшая на территории Клинского района Московской области в 1994—2006 годах.
Петровский сельсовет был образован в первые годы советской власти. По данным 1920 года он входил в состав Петровской волости Клинского уезда Московской губернии.
В 1926 году Петровский с/с включал село Петровское, а также 2 хутора и 2 сторожки.
В 1929 году Петровский с/с был отнесён к Клинскому району Московского округа Московской области.
17 июля 1939 года к Петровскому с/с был присоединён Павельцевский с/с (селения Борихино, Павельцево и Сметанино), а также селение Богаиха Захаровского с/с.
20 августа 1939 года Петровский с/с был передан в новый Высоковский район.
14 июня 1954 года к Петровскому с/с был присоединён Елгозинский с/с.
7 декабря 1957 года Высоковский район был упразднён и Петровский с/с был возвращён в Клинский район.
27 августа 1958 года из Петровского с/с в Тарховский были переданы селения Александрово, Елгозино, Парфенькино и Пупцево. Тогда же в Спасский с/с было передано селение Богаиха.
1 февраля 1963 года Клинский район был упразднён и Петровский с/с вошёл в Солнечногорский сельский район. 11 января 1965 года Петровский с/с был возвращён в восстановленный Клинский район.
10 марта 1975 года к Петровскому с/с был присоединён Спасский с/с.
30 мая 1978 года в Петровском с/с были упразднены селения Власково, Стешино и Юрьевка.
3 февраля 1994 года Петровский с/с был преобразован в Петровский сельский округ.
27 сентября 1995 года в Петровском с/о была образована деревня Владыкина Гора.
В ходе муниципальной реформы 2004—2005 годов Петровский сельский округ прекратил своё существование как муниципальная единица. При этом его населённые пункты были переданы в сельское поселение Петровское.
29 ноября 2006 года Петровский сельский округ исключён из учётных данных административно-территориальных и территориальных единиц Московской области.